# Stade Olympique (Nouakchott)
Das Stade Olympique in der mauretanischen Hauptstadt Nouakchott ist ein Mehrzweckstadion, das überwiegend für Fußballspiele genutzt wird, aber auch Leichtathletikwettbewerbe finden dort statt. Bis zu 40.000 Zuschauer finden im Stadion Platz. Die mauretanische Fußballnationalmannschaft trägt ihre Spiele im Stadion aus sowie die meisten Vereine der Ligue 1. Die Oberfläche besteht aus Kunstrasen.